# فیلیپو تراچانو
فیلیپو تراچانو (انگلیسی: Filippo Terracciano؛ زادهٔ ۸ فوریهٔ ۲۰۰۳) بازیکن فوتبال اهل ایتالیا است.
وی همچنین در تیم‌های ملی فوتبال زیر ۱۸ سال ایتالیا، زیر ۱۹ سال ایتالیا، زیر ۲۰ سال ایتالیا، و زیر ۲۱ سال ایتالیا بازی کرده‌است.